# إسماعيل بن عبد القوي الأنصاري
إِسْمَاعِيل بْن عَبْد القوي بْن عزون بْن داود بْن عزون بْن الليث بْن منصور الأنصاري الغزي الأصل المصري المولد والدار، وَأَبُو الطاهر بْن أَبِي مُحَمَّد بْن أَبِي العز من مواليد مولده عام 589 هجري. من أشهر رواد الحديث بمصر 

## شيوخه
سمع على يد العديد من المشايخ أبرزهم :
- هبةِ اللَّه البُوصيريّ
- إِسْمَاعِيل بن ياسين
- عبد اللّطيف بن أبي سعد
- العماد الكاتب
- أبي يعقوب بن الطُّفَيْل
- حمّاد الحَرّانيّ
- الحافظ عبد الغنيّ
- عبد المُجيب بن زُهير
- فاطمة بنت سعد الخير

## تلامذته
روى عنه العديد من المشايخ أبرزهم :
- الدّمياطيّ
- الشّيخ شعبان
- الدّواداريّ
- قاضي القُضاة بدر الدّين
- الطُّواشيّ عنبر العزيزيّ
- فاطمة بنت محمد الدَّرْبَنْديّ
- صدرُ الدّين محمد بن علّاق

## وفاته
وَتُوُفِّيَ بمسجد الذخيرة ظاهر القاهرة ليلة السبت 12 محرم سنة 667 هجري فِي أول الليل، ودفن بسفح المقطم،